# Waza nationalpark
Waza nationalpark (franska: Parc National de Waza eller Réserve Forestiere et de Chasse de Waza) är en nationalpark i Kamerun.   Den ligger i regionen Nordligaste regionen, i den norra delen av landet, 900 km norr om huvudstaden Yaoundé. Waza nationalpark ligger i genomsnitt 300 meter över havet. Arean är 170 kvadratkilometer.
Året 1934 inrättades ett reservat och 1968 fick området status som nationalpark. Regntiden i regionen sträcker sig från juni till oktober. I nationalparken förekommer ingen flod men flera dammar och pölar. Gräset i savannen bildas främst av arterna Hyparrhenia rufa, Sorghum arundinaceum, Echinochloa pyramidalis, Penisetum ramosum, Vetiveria nigritana och Oriza longistaminata. I Waza nationalpark registrerades 379 olika fågelarter. Flera däggdjur som är typiska för den afrikanska savannen förekommer även här, bland annat elefanter, giraffer, vattenbockar och leoparder. Parken är upptagen i Unescos tentativa världsarvslista.
Girafferna som lever i nationalparken tillhör den utrotningshotade underarten kordofangiraff (G. c. antiquorum). Bland parkens större fåglar kan nämnas nubisk trapp, vit pelikan och maraboustork.
Terrängen i Waza nationalpark är mycket platt. Trakten runt Waza nationalpark är ganska glesbefolkad, med 38 invånare per kvadratkilometer. Waza nationalpark består till största delen av savanner och jordbruksmark.